# Loonkito
Loonkito (ca. 2004 – 2023, Kenia) was een wilde leeuw. Hij was toen hij op negentienjarige leeftijd gedood werd vermoedelijk de oudste leeuw van Afrika en daarmee een van de oudste wilde leeuwen ter wereld.
Het dier leefde in Nationaal Park Amboseli. Loonkito groeide op met zijn broer Ambogga. In 2010 werd hij de leider van een groep leeuwen, maar werd in 2017 verstoten en leefde sindsdien alleen en vermagerde sterk. Een bezoek aan het zuid-Keniaans dorpje Olkelunyiet werd hem fataal: Lion Guardians, een groep Masai-krijgers die leeuwen beschermen in Oost-Afrika, meldde dat het dier daar door herders met speren werd gedood.
Loonkito's hoge leeftijd was uitzonderlijk omdat leeuwen in het wild meestal niet ouder worden dan dertien jaar. Leeuwen in gevangenschap daarentegen kunnen veel ouder worden.